# Myzomela simplex
Myzomela simplex (медовичка молуцька) — вид горобцеподібних птахів родини медолюбових (Meliphagidae). Ендемік Індонезії. Раніше вважався підвидом темної медовички, однак був визнаний окремим видом у 2021 році.

## Підвиди
Виділяють два підвиди:
- M. s. mortyana Hartert, E, 1903 — острів Моротай[en];
- M. s. simplex Gray, GR, 1861 — острови Хальмахера, Тернате, Тідоре, Касірута, Бачан і Дамар[en].

## Поширення і екологія
Молуцькі медовички мешкають на північних Молуккських островах. Вони живуть в тропічних і мангрових лісах, в парках і на плантаціях.